# Killorglin
Killorglin (irl. Cill Orglan) – miasto w hrabstwie Kerry w Irlandii. Położone jest nad rzeką Laune. W 2016 roku zamieszkane przez 2199 osób.
W latach 1885–1960 w mieście znajdowała się stacja kolejowa na linii Farranfore – Valentia Harbour.
Miasto jest znane z festiwalu Puck Fair.